# Liste der Baudenkmale in Perlin
In der Liste der Baudenkmale in Perlin sind alle denkmalgeschützten Bauten der mecklenburgischen Gemeinde Perlin und ihrer Ortsteile aufgelistet. Grundlage ist die Veröffentlichung der Denkmalliste des Kreises Nordwestmecklenburg mit dem Stand vom 16. September 2020. 

## Baudenkmale nach Ortsteilen

### Perlin
| ID   | Lage               | Bezeichnung                                   | Beschreibung | Bild           |
| ---- | ------------------ | --------------------------------------------- | --- | -------------- |
| 1051 | (Karte)            | Kirche                                        | mit Tumba von Inspektor Friedrich Anders: Turmlose, gotische Feldsteinkirche von der Mitte des 13. Jahrhunderts; östliches Giebeldreieck in Fachwerk, westlicher Giebel in Backstein; gotisches dreiteiliges Chorfenster und südliches Portal; Langhaus nach Brand von 1734 mit Flachdecke; Chor mit kuppelförmigem Gewölbe; Innen: Triumphkreuz von 1649, Altartisch von 1996; hölzerner Glockenstuhl 1992 saniert. | Weitere Bilder |
| 1050 |                    | Gedenkstein zur Vollgenossenschaft 1960       | |                |
| 1047 | Am Friedhof 2      | Pfarrhaus mit Gedenktafel für Heinrich Seidel | |                |
| 1048 | Boddiner Straße 27 | ehem. Kutscherhaus                            | |                |
| 1049 | Dümmer Weg 15      | ehem. Försterhaus                             | |                |

## Quelle
- Denkmalliste des Landkreises Nordwestmecklenburg (Stand: 9. November 2023; PDF, 1,2 MByte)